# Figuralchor der Gedächtniskirche Stuttgart
Der Figuralchor der Gedächtniskirche Stuttgart ist ein Kirchen- und Konzertchor in der Magdalenenkirchengemeinde in Stuttgart-Nord. Er steht seit September 2009 unter der Leitung von Alexander Burda. Der Name des Figuralchors leitet sich von der Figuralmusik ab, also kontrapunktisch ausgestalteter Musik, wie sie ab dem 14. Jahrhundert in Europa entstand.
Der Figuralchor gestaltet an der Gedächtniskirche die liturgische Musik (Liturgie) der größeren Feste im Kirchenjahr und setzt zudem die Tradition der Kantatengottesdienste, die für interessierte Sänger offen sind, fort. In zwei oratorischen Konzerten pro Jahr werden chorsymphonische Werke zur Aufführung gebracht.

## Geschichte
Der Figuralchor der Gedächtniskirche Stuttgart wurde 1957 von Helmuth Rilling gegründet, der ihn bis in die siebziger Jahre leitete. Als Kantor an der Gedächtniskirche setzte er mit seinen geistlichen Abendmusiken, den zyklischen Aufführungen der Werke Johann Sebastian Bachs und mit über den üblichen liturgischen Rahmen hinaus weisenden Kantaten- und Weihnachtsgottesdiensten neue kirchenmusikalische Schwerpunkte. Damit legte er den Grundstein für die nachhaltige Tradition der Kirchenmusik an der Gedächtniskirche und den bis heute anhaltenden großen Stellenwert, den sie in der Gemeinde genießt.
In der Folge übernahmen mehrere Rilling-Schüler den Chor, so z. B. die Amerikaner Henry Gibbons und Gordon Plaine. Über viele Jahre folgte Johannes Moesus, bis Peter Bachofer 1990 die Leitung übernahm und sie im September 2009 Alexander Burda übergab.

## Plakatreihe
Die Plakate zu den Konzerten des Figuralchors wurden vom Stuttgarter Grafikdesigner Tilman Ockert entworfen und umgesetzt, von dem auch das Erscheinungsbild des Chores stammt.

## Repertoire
Das Repertoire des Figuralchors setzt sich überwiegend aus geistlicher Chormusik des 16. bis 21. Jahrhunderts zusammen. In jüngster Zeit wurde insbesondere das Repertoire des 20. Jahrhunderts bis in die Jetzt-Zeit ausgebaut. So wurde bei der Stuttgartnacht 2011 in der Stiftskirche im Rahmen eines Programms mit Motetten des 20. Jahrhunderts das Benedictus des französischen Komponisten Emmanuel Robin zum ersten Mal in Stuttgart aufgeführt. Des Weiteren brachte ein Konzert im Jahr 2010 ausschließlich Werke zeitgenössischer Stuttgarter Komponisten (Axel Ruoff, Willibald Bezler, Jürgen Essl, Klaus Dreher) zur Aufführung.

## Diskografie (Auswahl)
- 1962: Heinrich Schütz: Psalm 116 Das ist mir lieb.
- 1962: Johann Sebastian Bach: Kantate BWV 80 Ein feste Burg ist unser Gott, Messe A-dur BWV 234.
- 1963: Georg Friedrich Händel: Belsazar. Oratorium.
- 1963: Johann Sebastian Bach: Das Orgelbüchlein, mit den Chorälen zum Kirchenjahr.
- 1965: „Hodie Christus natus est“. Weihnachtliche Motetten, Konzerte und Chorsätze alter Meister.
- 1965: Johann Sebastian Bach: Kantate BWV 208 Was mir behagt, ist nur die muntre Jagd
- 1966: Wolfgang Amadeus Mozart: Krönungsmesse C-dur KV 317, Vesperae solennes de confessore, KV 339.
- 1966: Johann Sebastian Bach: Messe g-moll BWV 235.
- 1966: Johann Sebastian Bach: Magnificat BWV 243 / Dietrich Buxtehude: Magnificat.
- 1966: Johann Sebastian Bach: Kantate BWV 201 Der Streit zwischen Phoebus und Pan.
- 1966: Johann Sebastian Bach: Kantate BWV 205 Zerreißet, zersprenget, zertrümmert die Gruft.
- 1966: Johann Sebastian Bach: Kantate BWV 206 Schleicht spielende Wellen.
- 1966: Johann Sebastian Bach: Kantate BWV 215 Preise dein Glücke, gesegnetes Sachsen
- 1966: Anton Bruckner: Messe e-moll.
- 1967: Johann Sebastian Bach: Kantate BWV 213 Laßt uns sorgen laßt uns wachen.
- 1967: Johann Sebastian Bach: Kantate BWV 249a Entfliehet, verschwindet, entweichet, ihr Sorgen
- 1970 bis 1973: Mitwirkung an div. Bach-Kantaten für den Claudius-Verlag München, übernommen vom Hänssler-Verlag für die Gesamtaufnahme und für 2 CDs mit ausgewählten Chorsätzen und Chorälen (Figuralchor der Gedächtniskirche Stuttgart, Frankfurter Kantorei, Gächinger Kantorei).
- 2012: Camille Saint-Saëns: Le Déluge, op. 45